# Sinesio Domínguez Suria

Sinesio Domínguez Suria (Santa Cruz de Tenerife, 1944) es un escritor español.

## Biografía
Nacido en Santa Cruz de Tenerife, ha residido también en Las Palmas de Gran Canaria y en Lanzarote. Aparejador de profesión, sintió el impulso de escribir desde su infancia; se relacionó desde muy joven con el mundo periodístico y literario canario. Ha sido colaborador habitual en prensa y en revistas literarias como Fetasa, Insel, La Página, Cuadernos del Ateneo de La Laguna o ACL), y figuró en antologías de narrativa como Narrativa Canaria o Argamasa Literaria. Fue subdirector de la revista tinerfeña de literatura y pensamiento La Página (1994-2009), así como de la editorial del mismo nombre.
Es miembro del Instituto de Estudios Canarios. Desde 2018 es doctor en Filología hispánica, con una tesis sobre los temas de la narrativa canaria del siglo XXI.
Su carrera literaria, iniciada en 1966 con la novela corta La tregua, se circunscribe al campo de la narrativa.

## Obras

### Novela
- La tregua, edición de autor, 1966.
- Crónica de una angustia, La Laguna: Ayuntamiento, 1981; 2.ª ed.: El Sauzal (Tenerife): La Página, y Santa Cruz de Tenerife: Idea, 2006.[7]
- Los juegos del tiempo, Madrid: La Palma, 1994; 2.ª ed.: Santa Cruz de Tenerife: Idea, 2006.
- Los sueños imposibles, Madrid: La Palma, 1999;[8] 2.ª ed.: Santa Cruz de Tenerife: Idea, 2006.
- Los caminos de Creta, Santa Cruz de Tenerife: Idea, 2006.
- El síndrome de Tarzán, Santa Cruz de Tenerife: Idea, 2015.[9][10][11]
- No regreses si no vuelves rico, Santa Cruz de Tenerife: Idea, 2022.[12]

### Relatos
- La arboleda de adelfas, en el volumen colectivo Argamasa literaria, Santa Cruz de Tenerife: Colegio Oficial de Aparejadores y Arquitectos Técnicos, 2007.
- Elena vuelve a estar de luto, El Sauzal (Tenerife): La Página, 2012.[13][14]

### Ensayo
- Temas de la narrativa canaria de los siglos XX y XXI (G-21), Islas Canarias: Gobierno de Canarias, 2019.[15][16]

### Antologías y libros colectivos en que participa
- Rafael Franquelo y Víctor Ramírez (ed.), Narrativa canaria. Siglo XX. Antología, Las Palmas de Gran Canaria: Imprenta Pérez Galdós, 1990.
- Adrián Alemán de Armas et alii, Argamasa literaria. Antología, Santa Cruz de Tenerife: Colegio Oficial de Aparejadores y Arquitectos Técnicos, 2007.
- Àlex Martín Escribà y Javier Sánchez Zapatero (ed.), El género negro. De la marginalidad a la normalización, Santiago de Compostela: Andavira, 2015.
- Juan Luis Calbarro (ed.), Palabras para Ashraf, Palma de Mallorca: Los Papeles de Brighton, 2016.

## Premios y reconocimientos
- Premio de Novela Corta Salamanca, 1966, por La tregua (ex aequo con Javier Carro, Las horas y los días).
- Premio de Novela Corta Ciudad de La Laguna, 1981, por Crónica de una angustia.
- Finalista del Premio de Novela Prensa Canaria, 1982, por Cosas viejas, publicada en 1999 como Los sueños imposibles.
- Finalista del Premio Benito Pérez Armas, 1992, por Los juegos del tiempo.